# Ljudmila Ninova
Ljudmila Ninova (Austria, 25 de junio de 1960) es una atleta austriaca retirada especializada en la prueba de salto de longitud, en la que consiguió ser subcampeona europea en pista cubierta en 1994.

## Carrera deportiva
En el Campeonato Europeo de Atletismo en Pista Cubierta de 1994 ganó la medalla de plata en el salto de longitud, con un salto de 6.78 metros, tras la alemana Heike Drechsler y por delante de la ucraniana Inessa Kravets.